# Phyllachora costaericae
Phyllachora costaericae är en svampart som beskrevs av Trotter 1926. Phyllachora costaericae ingår i släktet Phyllachora och familjen Phyllachoraceae.   Inga underarter finns listade i Catalogue of Life.